# Nuevo Refugio de Afuera
Nuevo Refugio de Afuera är en ort i Mexiko.   Den ligger i kommunen Tototlán och delstaten Jalisco, i den centrala delen av landet, 400 km väster om huvudstaden Mexico City. Nuevo Refugio de Afuera ligger 1 542 meter över havet och antalet invånare är 1 003.
Terrängen runt Nuevo Refugio de Afuera är platt åt sydväst, men åt nordost är den kuperad. Runt Nuevo Refugio de Afuera är det ganska tätbefolkat, med 248 invånare per kvadratkilometer. Närmaste större samhälle är Tototlán, 8,9 km väster om Nuevo Refugio de Afuera. Trakten runt Nuevo Refugio de Afuera består till största delen av jordbruksmark.